# Liste der Kulturdenkmale in Gößnitz
In der Liste der Kulturdenkmale in Gößnitz sind die Kulturdenkmale der ostthüringischen Stadt Gößnitz im Landkreis Altenburger Land und ihrer Ortsteile aufgelistet. Diese Liste basiert auf der Denkmalliste der Unteren Denkmalschutzbehörde des Landkreises mit Stand vom 10. August 2015. Die hier veröffentlichte Liste besitzt informativen Charakter und ist nicht rechtsverbindlich. Insbesondere können in Einzelfällen auch Objekte Kulturdenkmal sein, die (noch) nicht in der Liste enthalten sind. Ergänzt wird diese Darstellung in einem separaten Abschnitt um ehemalige Denkmale.

## Gößnitz
Denkmalensembles

| Bild                           | Bezeichnung             | Lage                   | Datierung | Beschreibung | ID |
| ------------------------------ | ----------------------- | ---------------------- | --------- | --- | -- |
| weitere Bilder Fotos hochladen | Ensemble Am Pfarrberg   | Am Pfarrberg (Karte)   |           | Ensemble um St. Anna, Alter Pfarrhof, Diakonat (heutiger Kindergarten), Glockenklöppelhaus (Wohnhaus mit Laubengang); der Pfarrhof wurde nach 1641 wiedererrichtet, in diesem Jahr brannten die Schweden halb Gößnitz ab, 1888 wurde ein Teil des Hofes abgerissen |    |
| weitere Bilder Fotos hochladen | Ensemble Freiheitsplatz | Freiheitsplatz (Karte) |           | Platzbild mit den Nummern 1 (Rathaus), 3 (Kleine Schule), 5 (Große Schule), 5a (Stadthalle) |    |

| Bild                                    | Bezeichnung                                        | Lage                                     | Datierung    | Beschreibung                                                                                      | ID |
| --------------------------------------- | -------------------------------------------------- | ---------------------------------------- | ------------ | ------------------------------------------------------------------------------------------------- | -- |
| weitere Bilder Fotos hochladen          | Malzwerk                                           | Alexander-Puschkin-Straße 12 (Karte)     |              | Malzwerk mit Silogebäuden und Ausstattung                                                         |    |
| BW                                      | Wohnhaus mit Garten                                | Altenburger Straße 46 (Karte)            |              |                                                                                                   |    |
| Fotos hochladen                         | Rathaus mit Ausstattung                            | Freiheitsplatz 1 mit Ratsgasse 2 (Karte) |              | Detail mit gusseisernem Fries, Stadtwappen und Bleiglasfenster                                    |    |
| BW                                      | Wohnhaus                                           | Freiheitsplatz 5 (Karte)                 |              | ehemals Große Schule                                                                              |    |
| BW                                      | Turnhalle                                          | Freiheitsplatz 5a (Karte)                |              | ehemalige Turnhalle, heutige Stadthalle Friedrich Ludwig Jahn                                     |    |
| Fotos hochladen                         | Friedhofskapelle und Ausstattung                   | Friedhof (Karte)                         |              | Baujahr 1907                                                                                      |    |
| Fotos hochladen                         | Grabstätte                                         | Friedhof (Karte)                         |              | Grabstätte eines unbekannten KZ-Häftlings                                                         |    |
| BW                                      | Wohnhaus                                           | Gartenweg 4 (Karte)                      |              |                                                                                                   |    |
| Fotos hochladen                         | Wohn- und Geschäftshaus und Brunnen                | Goethestraße 1 (Karte)                   |              | Goethebrunnen                                                                                     |    |
| Fotos hochladen                         | Gebäude                                            | Goethestraße 2 (Karte)                   |              | ehemals „Deutsche Trinkstube“, jetzt AWO                                                          |    |
| BW                                      | Wohnhaus                                           | Hohe Straße 1 (Karte)                    |              | Villa mit Gartengrundstück und Einfriedung des Fabrikanten Curt Pöschel                           |    |
| BW                                      | Wohnhaus                                           | Hohe Straße 6 (Karte)                    |              | Villa Walter Jehn/Erich Basarke                                                                   |    |
| BW                                      | Wohnhaus                                           | Hohe Straße 9 (Karte)                    |              | Villa Pöschel                                                                                     |    |
| weitere Bilder Fotos hochladen          | Häuslerhaus                                        | Kauritzer Straße 8 (Karte)               | 20. Mai 2000 | Heutige Heimatstube                                                                               |    |
| Fotos hochladen                         | Kirche mit Ausstattung                             | Kirchplatz (Karte)                       |              | ev. Stadtpfarrkirche St. Anna                                                                     |    |
| Fotos hochladen                         | Wohnhaus mit Garten und Einfriedung                | Max-Jehn-Straße 1 (Karte)                |              | Villa Jehn, Jehnscher Garten                                                                      |    |
| Fotos hochladen                         | Pfarrhof                                           | Pfarrberg 1 (Karte)                      |              | ehemaliger Vierseithof: Pfarrhaus, Toranlagen, Hof, Brunnen, Nebengebäude, Vorgarten, Pfarrgarten |    |
| Direkt Bild zu diesem Denkmal hochladen | Kriegerdenkmal                                     | Tannicht                                 |              | 1914–1918, Sein mit „Heiligenbild“, im Stadtwald Tannicht                                         |    |
| BW                                      | Wohnhaus                                           | Taupadeler Weg 1 (Karte)                 |              | mit Garten, Einfriedung und Nebengebäude                                                          |    |
| Fotos hochladen                         | Fachwerkhaus                                       | Waldenburger Straße 1 (Karte)            |              | ehemalige Diakonie mit Nebengebäude, Garten und Felsenkellern, seit 1926 Kindergarten             |    |
| BW                                      | Fachwerkhaus                                       | Waldenburger Straße 27 (Karte)           |              |                                                                                                   |    |
| BW                                      | Wohnhaus                                           | Walter-Rabold-Straße 19 (Karte)          |              |                                                                                                   |    |
| BW                                      | Wohnhaus                                           | Walter-Rabold-Straße 45 (Karte)          |              | Villa Guido Allendorf/Emil Schumacher                                                             |    |
| BW                                      | Wohnhaus und Gartengrundstück (mit Aula/Turnhalle) | Walter-Rabold-Straße 47 (Karte)          |              | Villa Carl Allendorf/Mmstr. Rob. Kress                                                            |    |
| BW                                      | Wohnhaus und Garten mit Auffahrtsallee             | Walter-Rabold-Straße 49 (Karte)          |              | Villa Paul Allendorf/Mmstr. Rob. Kress                                                            |    |

## Hainichen
| Bild            | Bezeichnung                 | Lage                           | Datierung | Beschreibung | ID |
| --------------- | --------------------------- | ------------------------------ | --------- | ------------ | -- |
| Fotos hochladen | Herrenhaus und Nebengebäude | Hainichen 1a, 2/3, 7/8 (Karte) |           |              |    |

## Naundorf
| Bild                           | Bezeichnung | Lage                         | Datierung | Beschreibung               | ID |
| ------------------------------ | ----------- | ---------------------------- | --------- | -------------------------- | -- |
| weitere Bilder Fotos hochladen | Dorfkirche  | An der Kirchwiese (Karte)    |           |                            |    |
| BW                             | Vierseithof | An der Kirchwiese 7 (Karte)  |           | Fachwerk-Gehöft            |    |
| BW                             | Trafohaus   | südöstlich des Ortes (Karte) |           | Typ rund um Gößnitz, 1928? |    |

## Nörditz
| Bild | Bezeichnung       | Lage               | Datierung | Beschreibung    | ID |
| ---- | ----------------- | ------------------ | --------- | --------------- | -- |
| BW   | Vierseithof       | Nörditz 21 (Karte) |           | ehem. Rittergut |    |
| BW   | Fachwerk-Wohnhaus | Nörditz 24 (Karte) |           |                 |    |

## Pfarrsdorf
| Bild            | Bezeichnung          | Lage                  | Datierung | Beschreibung | ID |
| --------------- | -------------------- | --------------------- | --------- | ------------ | -- |
| Fotos hochladen | Fachwerk-Vierseithof | Pfarrsdorf 41 (Karte) |           |              |    |

## Ehemalige Denkmale
| Bild                           | Bezeichnung              | Lage                      | Datierung | Beschreibung | ID |
| ------------------------------ | ------------------------ | ------------------------- | --------- | --- | -- |
| weitere Bilder Fotos hochladen | Bahnhof                  | Am Bahnhof 1a, 1b (Karte) |           | Empfangsgebäude, Fußgängerunterführung, Bahnsteige 1–4, Bahnbetriebsgebäude, Wasserturm, Lagerschuppen und Laderampe, Abbruch zwischen 2007 und 2010 |    |
| Fotos hochladen                | Grab von A. E. Glasewald | Friedhof (Karte)          |           | Grabstätte von Artur Ernst Glasewald, dem Begründer des deutschen Philatelistenverbandes                                                             |    |